# Silves (freguesia)
Silves es una freguesia portuguesa del municipio de Silves, con 177,45 km² de área y 10 661 habitantes (censo de 2021). Su densidad poblacional es de 60,1 hab./km², lo que permite ser clasificada como una Área de Baja Densidad (portaria 1467-A/2001).
Silves fue una ciudad importante durante el período árabe y fue considerada como la antigua capital del Algarve.

## Demografía
La población registrada en los censos foi:
| Población de la freguesia de Silves | Población de la freguesia de Silves | Población de la freguesia de Silves |
| Año                                 | Pob.                                | ±%                                  |
| ----------------------------------- | ----------------------------------- | ----------------------------------- |
| 1864                                | 5 047                               | —                                   |
| 1878                                | 6 958                               | +37.9%                              |
| 1890                                | 8 396                               | +20.7%                              |
| 1900                                | 9 692                               | +15.4%                              |
| 1911                                | 9 951                               | +2.7%                               |
| 1920                                | 9 570                               | −3.8%                               |
| 1930                                | 9 783                               | +2.2%                               |
| 1940                                | 10 398                              | +6.3%                               |
| 1950                                | 10 237                              | −1.5%                               |
| 1960                                | 9 014                               | −11.9%                              |
| 1970                                | 8 309                               | −7.8%                               |
| 1981                                | 9 925                               | +19.4%                              |
| 1991                                | 10 674                              | +7.5%                               |
| 2001                                | 10 768                              | +0.9%                               |
| 2011                                | 11 014                              | +2.3%                               |
| 2021                                | 10 661                              | −3.2%                               |

| Año  | 0-14 Años | 15-24 Años | 25-64 Años | > 65 Aos |
| 2001 | 1422      | 1440       | 5598       | 2308     |
| 2011 | 1439      | 1142       | 6005       | 2428     |
| 2021 | 1464      | 925        | 5445       | 2827     |

## Símbolos heráldicos de la freguesia

### Ordenamiento heráldico del escudo, bandera y sello.
El Consejo Parroquial de Silves, en el municipio de Silves, solicitó el dictamen de esta Comisión Heráldica sobre los símbolos heráldicos que pretende adoptar. La propuesta presentada no contiene errores heráldicos, por lo que puede ser aprobada sin modificaciones. Por tanto, a juicio de esta Comisión, los símbolos heráldicos de la parroquia de Silves deben constituirse de la siguiente manera:
- Escudo: escudo dorado, castillo en rojo tallado en negro, abierto e iluminado en plata; en jefe, un sable rojo y una espada azul, ambos con empuñadura negra, entre comillas; Campaña ondulada en miniatura de tres burelas onduladas de color azul y plata. Corona mural plateada con cuatro torres aparentes. Listel de plata con la leyenda en mayúsculas negras: “FREGUESIA DE SILVES”.

- Bandera: cuartelada en blanco y rojo. Cordones y borlas rojas y plateadas. Vara y lanza de oro.

- Sello: de conformidad con el artículo 18 de la Ley 53/91, con la leyenda “Freguesia de Silves”.

Dictamen n.º 002/2018, emitido por la Comisión de Heráldica de la Asociación de Arqueólogos Portugueses el 8 de marzo de 2018, en los términos de la Ley n.º 53/91, de 7 de agosto. Establecido, a propuesta del Consejo Parroquial, en sesión ordinaria de la Asamblea Parroquial el 9 de abril de 2018 y publicado en el Diário da República, 2.ª serie, n.º 77, del 19 de abril de 2018.
Fue registrado en la Dirección General de Entidades Locales con n.º 7/2018, de 7 de mayo de 2018. y presentado públicamente el 5 de octubre de 2018. El Proyecto y concepción de símbolos fue realizado por A. Sérgio Horta y Eduardo Brito. Y el diseño de los símbolos fueron realizados António Sérgio Horta.

### Justificación de colores y símbolos
- Escudo dorado. Representa la nobleza y sabiduría del pueblo de Silves, así como su riqueza cultural, desde la época de la dominación árabe hasta nuestros días, y su riqueza agrícola, con la producción de frutos secos, vinos[5] y cítricos, de las cuales se destacan las naranjas, y para su promoción se creó la marca “Silves - Capital da Laranja”.[6]
- Corona mural plateada con cuatro torres aparentes. Según el entendimiento actual de la Comisión de Heráldica, para las parroquias con sede en una ciudad y para las parroquias con sede en la misma localidad del municipio (como es el caso de Silves) la corona mural debe cumplir con las mismas características que la de las parroquias con sede en la ciudad, debido a que, respecto a la corona mural, la Ley n.º 53/91 en el n.º 2 del artículo 13 no especifica las características que debe cumplir.
- Listel de plata con la leyenda en mayúsculas negras: “FREGUESIA DE SILVES”.
- Bandera cuarteada blanca y roja. La bandera muestra esta configuración para diferenciarse de la bandera lisa (roja) del municipio, estando cuartelada con los colores del escudo de armas del antiguo Reino del Algarbe, del cual Silves era su capital 1.
- Castillo en rojo tallado en negro, abierto e iluminado en plata. Representa el Castillo de Silves, una de las obras de arquitectura militar más notables que construyeron los árabes, siendo el castillo más grande del Algarve. Situado en el punto más alto de la colina sobre la que se asienta la ciudad, el Castillo tiene planta poligonal irregular, rodeado por un fuerte muro de barro, revestido de arenisca roja, la llamada arenisca de Silves.
- Un machete rojo y una espada azul, ambos con empuñadura negra, estaban entre comillas. Como símbolo de las diversas luchas que aquí tuvieron lugar, de la presencia árabe en Silves, representada por el alfanje, y posteriormente de su conquista por D. Sancho I y reconquista por D. Paio Peres Correia, representada por la espada.
- Campaña ondulada en miniatura con tres burelas onduladas de color azul y plata. Representa el río Arade, que gracias a su navegabilidad ayudó a que muchas personas se asentaran en Silves, y su proximidad al mismo fue también uno de los factores que tuvo un fuerte impacto en el desarrollo de la ciudad durante el período de dominación árabe. El río, que impulsó el desarrollo de la ciudad, contribuyó de manera importante a su decadencia, agravada por su sedimentación.